# Sevid
Sevid falu Horvátországban Split-Dalmácia megyében. Közigazgatásilag Marinához tartozik.

## Fekvése
Split központjától légvonalban 31, közúton 47 km-re nyugatra, Trogirtól 20 km-re nyugatra, községközpontjától 5 km-re délnyugatra Dalmácia középső részén fekszik. Településrészei  Koprivica, Barbišćevica, Plat, Oštrica mala, Oštrica velika, Krči, Miline gornje, Miline donje, Gamba, Bok, Alina és Svrda.

## Története
A településtől északkeletre, Marina közelében a főút mellett található Grota Sv. Jakova barlang leletei azt igazolják, hogy már az őskorban is éltek itt emberek. Az ókorban illírek éltek itt, majd az i. e. 4. században a rómaiak hódították meg ezt a térséget. A római jelenlétet a Stari Trogir-öbölben található római villagazdaság maradványai bizonyítják. A horvátok ősei a 7. században érkeztek erre vidékre, mely a 10. században már az ősi Drid zsupánsághoz tartozott. Ennek székhelye a Marinától 2 km-re északnyugatra fekvő 177 méter magas Veli vrh és az alacsonyabb Mali vrh hegyén volt. A dridi zsupánság a független horvát állam megszűnése után megszűnt. Ezután idővel a Šibenik és Trogir közötti terület e két város fennhatósága között oszlott meg és a határ a Stupin-öbölnél húzódott. Így a mai település területe Trogir város igazgatása alá került. A trogiri közösségnek már a magyar uralom idejében 13. században saját statutuma volt, mely alapján hatóságai működtek és törvénykeztek.
Trogir 1420. június 22-től velencei uralom alá került és ezt követően már csak korlátozott autonómiával rendelkezett. A köztársaságot a velencei nemesség tagjai közül kinevezett kapitányok képviselték. Sevid település a határában fekvő Krči településrész területén található Szent Vid templomról kapta a nevét. A templomnak ma már csak a romjai láthatók. Más magyarázat szerint a templom helyéről nyíló nagyszerű kilátásról nevezték el. A „sve vidi” ugyanis a horvátban azt jelenti, hogy mindent lát. A település kezdetben a mai Gornji Sevidként ismert részen alakult ki és a part mentén jobbára csak a halászok laktak. Később a turizmus fejlődésével a súlypont a tengerpartra tevődött át. 
1797-ben a Velencei Köztársaság megszűnésével a település Habsburg Birodalom része lett. 1806-ban Napóleon csapatai foglalták el és 1813-ig francia uralom alatt állt. Napóleon bukása után ismét Habsburg uralom következett, mely az első világháború végéig tartott. 1823-ban az osztrák fennhatóság alatt alakult meg Marina község, melynek területéhez már Sevid  is hozzá tartozott. A község 1866-ig működött, amikor területét Trogirhoz csatolták.
A településnek 1880-ban 251, 1910-ben 253 lakosa volt. Az I. világháború után rövid ideig az Olasz Királyság, ezután a Szerb-Horvát-Szlovén Királyság, majd Jugoszlávia része lett. A település lakossága 2011-ben 267 fő volt, akik a rogoznicai plébániához tartoztak. Fő bevételi forrásukat a turizmus jelenti.

## Lakosság
| Lakosság változása | Lakosság változása | Lakosság változása | Lakosság változása | Lakosság változása | Lakosság változása | Lakosság változása | Lakosság változása | Lakosság változása | Lakosság változása | Lakosság változása | Lakosság változása | Lakosság változása | Lakosság változása | Lakosság változása | Lakosság változása |
| ------------------ | ------------------ | ------------------ | ------------------ | ------------------ | ------------------ | ------------------ | ------------------ | ------------------ | ------------------ | ------------------ | ------------------ | ------------------ | ------------------ | ------------------ | ------------------ |
| 1857               | 1869               | 1880               | 1890               | 1900               | 1910               | 1921               | 1931               | 1948               | 1953               | 1961               | 1971               | 1981               | 1991               | 2001               | 2011               |
| 0                  | 638                | 251                | 263                | 329                | 253                | 1.223              | 1.301              | 384                | 429                | 394                | 328                | 243                | 219                | 195                | 267                |

(1869-ben, 1921-ben és 1931-ben a ma Rogoznicához tartozó Dvornica és Ražanj lakosságát is ide számították. 1981-ig Vinišće lakosságával együtt.)

## Nevezetességei
- A Szent Vid-hegy déli lejtőin Krči területén találhatók a középkori Szent Vid templom maradványai.
- A Stari Trogir-öbölben római villa rustica maradványai találhatók. A pihenési, gazdasági és kikötői célokat szolgáló épületegyüttes északnyugat-délkeleti tájolású volt. A faragott kövekből épített falak magassága ma is 1 és 3 méter között váltakozik. Az épületegyüttes feltárása még várat magára.
- A Szent Kereszt tiszteletére szentelt modern temetőkápolnája.
- A közeli Sv. Arhanđel-szigeten a Szent Főangyalok tiszteletére szentelt templom és kolostor található.